# Піддубний Трохим
Трохим Піддубний — український режисер, актор, художник
Один з перших українських діячів кіно. Працював незалежним режисером. Художник — аматор, у творчості сповідував український примітивізм 

## Фільмографія
- 1911 — «Кума Хвеська»
- 1912 — «Вій»
- 1912 — «Запоріжський скарб»
- 1912 — «Циганка Груня, або оце так ускочив»
- 1913 — «Запорожець за Дунаєм»
- 1913 — «Ніч перед Різдвом»
- 1914 — «Травнева ніч»
- 1916 — «Тарас Бульба, або любов Андрія»
- 1917 — «Іди, жінко, у солдати»